# Косгеи, Джозеф
Джозеф Косгеи (англ. Joseph Kosgei; род. 25 августа 1974) — кенийский легкоатлет, специалист по бегу на средние и длинные дистанции, кроссу и марафону. Выступал на профессиональном уровне в 2000-х годах, победитель чемпионата мира по кроссу в командном зачёте, призёр ряда крупных международных стартов.

## Биография
Джозеф Косгеи родился 25 августа 1974 года.
Впервые заявил о себе в лёгкой атлетике в сезоне 1996 года, когда с результатом 1:04:55 финишировал девятым на полумарафоне Гранольерса.
С 2001 года активно выступал на различных коммерческих стартах в Европе.
В 2002 году в составе кенийской сборной стартовал на чемпионате мира по кроссу в Дублине — в личном зачёте короткой дистанции стал восьмым и тем самым помог соотечественникам выиграть командный зачёт. На соревнованиях в итальянском Риети взял бронзу и установил свой личный рекорд на дистанции 3000 метров — 7:39.38.
В 2004 году среди прочего в беге на 3000 метров занял второе место на Мемориале братьев Знаменских в Казани, был восьмым на Всемирном легкоатлетическом финале в Монако, тогда как на международном старте в Вильнёв-д’Аск стал третьим и установил свой личный рекорд в беге на 5000 метров — 13:11.32. Кроме того, в этом сезоне с личным рекордом 2:19:22 стал вторым на Тайбэйском марафоне.
В 2005 году в беге на 5000 метров финишировал третьим на Мемориале братьев Знаменских в Казани.
В последующие годы продолжал выступать на крупных международных турнирах по всему миру, завершил спортивную карьеру по окончании сезона 2009 года.